# اکمل‌الدین احسان‌اوغلو
اکمل‌الدّین احسان‌اوغلو (به ترکی استانبولی: Ekmeleddin İhsanoğlu) سیاستمدار ترک و استاد دانشگاهی از ترکیه و نهمین دبیر کل سازمان همکاری اسلامی بزرگ‌ترین سازمان بین دولتی پس از سازمان ملل متّحد بود. او همچنین یک روشنفکر برجسته، نویسنده، سردبیر مجلّهٔ علمی و حامی گفتگو مابین فرهنگ‌ها است.

## سال‌های نخست زندگی
احسان اوغلو در یک خانواده ترک در قاهره متولّد شد، او تحصیلات علمی را در دانشگاه عین شمس ادامه داد و در سال ۱۹۶۶ لیسانس خود را گرفت. او در قاهره باقی ماند و او به کارشناسی ارشد در سال ۱۹۷۰ از دانشگاه الازهر رسید. احسان اوغلو خود دکترای خود را از دانشکده علوم در دانشگاه آنکارا در سال ۱۹۷۴ دریافت نمود.

## فعالیت‌ها

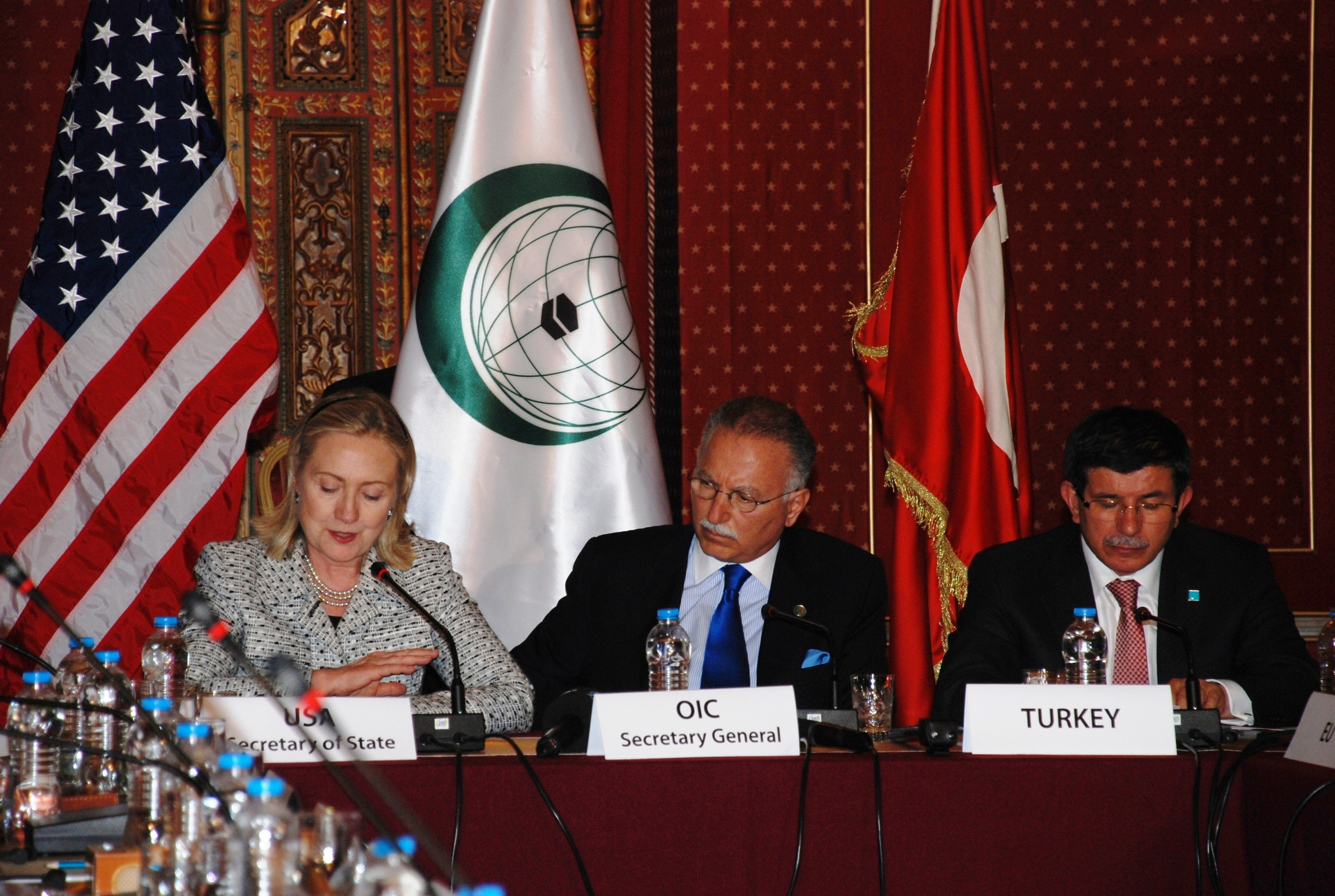
مصاحبه سازمان همکاری اسلامی (OIC).

کار علمی احسان اوغلو در تاریخ فعالیت‌های علمی و مؤسسات تعلیمی در اسلامی و مبادلات فرهنگی بین اسلام و غرب بوده‌است و همچنین به رابطه بین علم و دین و توسعه علم در محیط اجتماعی و فرهنگی آن متمرکز شده‌است.
احسان اوغلو مؤسس گروه تاریخ علم در دانشکده ادبیات دانشگاه استانبول] بود، و او رئیس آن بخش در بین سال‌های ۱۹۸۴ و ۲۰۰۳ باقی ماند. او همچنین یک استاد و یک استاد مدعو در دانشگاه‌های مختلف، از جمله دانشگاه آنکارا و از دانشگاه‌های اکستر در بریتانیا (۱۹۷۵–۱۹۷۷)، دانشگاه اینونو ((۱۹۷۰–۱۹۸۰)، دانشگاه مالاتیا (۱۹۷۸–۱۹۸۰)، و لودویگ ماکسیمیلیانز دانشگاه مونیخ در آلمان (۲۰۰۳).
پس از تصدی مقام دبیر کلی عمومی سازمان کنفرانس اسلامی در ژانویه ۲۰۰۵، احسان اوغلو تهیه پیش‌نویس و اجرای برنامه اصلاحات سازمان کنفرانس اسلامی با هدف افزایش بهره‌وری و اثربخشی سازمان را با ۵۷ عضو هماهنگ نموده‌است.
اجزای برنامه اصلاحات شامل برنامه ده ساله اقدام برای مقابله با چالش‌های قرن بیست و یکم" (که بعداً توسط سومین اجلاس فوق‌العاده کنفرانس اسلامی در سال ۲۰۰۵ اجرا می‌شود) و اصلاح منشور سازمان کنفرانس اسلامی بود که توسط سازمان کنفرانس اسلامی در یازدهم کنفرانس سران‌اسلامی در سال ۲۰۰۸ به تصویب رسید. احسان اوغلو یکی از امضا کنندگان کلمه مشترک به عنوان نامه سرگشاده‌ای بود که توسط دانشمندان اسلامی به رهبران مسیحی ارائه شد که خواستار صلح و درک متقابل است.
وی به زبان‌های انگلیسی، عربی و ترکی تسلط کامل دارد و با زبان‌های فرانسوی و فارسی هم آشنایی دارد.

## انتخابات ریاست‌جمهوری ترکیه (۲۰۱۴)
احسان اوغلو یکی از نامزدان انتخابات ریاست‌جمهوری ترکیه (۲۰۱۴) بود که در رقابت با رجب طیب اردوغان مغلوب شد.